# Richard Aßmus
Richard Aßmus (* 4. Juni 1994 in Erfurt) ist ein ehemaliger deutscher Bahnradsportler.

## Sportliche Laufbahn
Richard Aßmus startet für den RV Elxleben. 2011 wurde er Vize-Europameister der Junioren im Teamsprint, gemeinsam mit Maximilian Dörnbach und Nikolai Hoffmeister; im Sprint belegte er Platz drei. Im Jahr darauf wurde er im Velodrom in Anadia zweifacher Junioren-Europameister, im Sprint sowie im Teamsprint (mit Dörnbach und Jan May). Im selben Jahr wurde er deutscher Juniorenmeister im Teamsprint, ebenfalls gemeinsam mit Dörnbach und Hoffmeister.
2013 errang Aßmus gemeinsam mit René Enders und Robert Förstemann den deutschen Titel im Teamsprint der Elite. Im Jahr darauf errang er bei den Bahn-Europameisterschaften (U23) mit Robert Kanter und Dörnbach im Teamsprint die Bronzemedaille. Bei den UEC-Bahn-Europameisterschaften der Junioren/U23 2015 in Athen wurde er gemeinsam mit Dörnbach und Max Niederlag Europameister im Teamsprint. Anfang August desselben Jahres stellte er auf seiner Heimbahn Andreasried in der 200-Meter-Qualifikation für den Sprint mit 10,18 Sekunden einen neuen Bahnrekord auf; die bisherige Bestmarke mit 10,30 Sekunden wurde seit dem 18. Juli 2008 von Olympiasieger und Weltmeister Chris Hoy gehalten.
Ende 2016 beendete Richard Aßmus seine Radsportlaufbahn.

## Erfolge
2012
- Junioren-Europameister – Sprint, Teamsprint (mit Jan May und Maximilian Dörnbach)
- Deutscher Junioren-Meister – Teamsprint (mit Maximilian Dörnbach und Nikolai Hoffmeister)

2013
- Deutscher Meister – Teamsprint (mit René Enders und Robert Förstemann)

2014
- U23-Europameisterschaft – Teamsprint (mit Robert Kanter und Maximilian Dörnbach)
- Deutscher Meister – Teamsprint (mit René Enders, Maximilian Dörnbach und Robert Förstemann)

2015
- Europameister (U23) – Teamsprint (mit Maximilian Dörnbach und Max Niederlag)

2016
- Europameisterschaft (U23) – Teamsprint (mit Maximilian Dörnbach und Jan May)